# Bret Iwan
Bret Iwan es un actor de voz e ilustrador estadounidense conocido por ser la voz actual de Mickey Mouse en reemplazo de Wayne Allwine debido a su fallecimiento en 2009.

## Carrera
Fue llamado por primera vez a la voz de Mickey Mouse y suplente con Wayne Allwine, pero lamentablemente, Wayne falleció de la insuficiencia cardíaca y complicaciones relacionadas con la diabetes el 18 de mayo de 2009 y nunca tuvieron la oportunidad de conocer cada uno otro. Después de eso había sucedido, el papel de Mickey fue dado a Bret automáticamente.
Bret grabó por primera vez el diálogo Mickey Mouse para el parque temático Disney's Animal Kingdom, así como los espectáculos de 2009 'Disney On Ice: Celebrations' y 'Disney Live: Rockin' Road Show ' '. Él dio su primer funcionamiento completo como Mickey Mouse para la versión inglesa del juego del Portable de PlayStation  Kingdom Hearts: Birth by Sleep . Él dio su funcionamiento de la voz como Mickey Mouse en los juegos del `'Epic Mickey (serie) | Epic Mickey]' '.
Su primer trabajo de voz en un parque de Disney pudo ser escuchado en el espectáculo de cierre de Animal Kingdom "Adventurers 'Celebration Gathering", así como en la atracción de Tomorrowland Transit Authority PeopleMover en el Magic Kingdom, en el que Al pasar por los Comerciantes de la Estrella de Mickey, Mickey responde con su risa de la firma y dice "¡Eso es correcto, está fuera de este mundo!"
Bret Iwan ha declarado que en la tercera temporada de La Casa de Mickey Mouse, la voz de Mickey seguía siendo Wayne Allwine, debido a que la voz de Mickey sonaba un poco más baja en los episodios posteriores (Wayne ya había grabado la Voz de Mickey de muchos de esos episodios antes de su muerte). Wayne cambiaría su voz de Mickey a un tono medio-bajo para hacer que Mickey sonara más tranquilo mientras hablaba. Los espectadores pensaron que Iwan ya había asumido el papel cuando los nuevos episodios salieron después de la muerte de Allwine. A diferencia de Allwine, Iwan mantiene la voz de Mickey en una gama más ligera, similar a lo que Allwine normalmente haría cuando solía decir Mickey antes de Mickey Mouse Clubhouse.
El padre de Bret, Bill Iwan, tiene un ferrocarril modelo O2 ½ que fue presentado en el Ferrocarril del Modelo de abril (2011).

## Filmografía seleccionada
| Año         | Personaje    | Título                         | Actor de doblaje   | Lugar de doblaje |
| ----------- | ------------ | ------------------------------ | ------------------ | ---------------- |
| 2014        | Mickey Mouse | Castillo de la Ilusión         | Arturo Mercado Jr. | México           |
| 2013        | Mickey Mouse | Disney Infinity                | Arturo Mercado Jr. | México           |
| 2012        | Mickey Mouse | Epic Mickey 2: El poder de dos | Arturo Mercado Jr. | México           |
| 2009 - 2016 | Mickey Mouse | La casa de Mickey Mouse        | Arturo Mercado Jr. | México           |

- Datos: Q1354937
- Multimedia: Bret Iwan / Q1354937